# Bahnstrecke Celle–Wittingen
| DB 233 572-2 bei Repke (2015) | |                                     |                                     |
| Streckennummer (DB): | 9173 (Celle – Wittingen) 9174 (Beedenbostel – Mariaglück)                                                                      |                                     |                                     |
| Kursbuchstrecke (DB): | ehem. 156, 211f |                                     |                                     |
| Kursbuchstrecke: | 189v (Celle Stadt – Wittingen 1934) 189w (Celle Stadt – Celle Vorstadt 1934) 189v (Beedenbostel – Mariaglück 1934) 211d (1946) |                                     |                                     |
| Streckenlänge: | 57,95 km |                                     |                                     |
| Spurweite: | 1435 mm (Normalspur) |                                     |                                     |
| Streckenklasse: | D4 |                                     |                                     |
| Streckengeschwindigkeit: | 50 km/h |                                     |                                     |
| Zugbeeinflussung: | – |                                     |                                     |
| Zweigleisigkeit: | – |                                     |                                     |
| | |                                     |                                     |
| \| \| \| von Celle \| \| \| \| 0,0 \| Celle Nord \| 37,52 m \| \| \| 2,0 \| Celle Vorstadt \| 52,29 m \| \| \| \| nach Soltau \| \| \| \| 4,0 \| Altenhagen \| 56,55 m \| \| \| 11,6 \| Gockenholz \| 44,90 m \| \| \| \| \| \| \| \| 13,6 \| Lachendorf (Bf bis 1999) \| 49,40 m \| \| \| \| Lachendorf Nord (seit 1999) \| \| \| \| \| von Papiermühle Drewsen \| \| \| \| 16,0 (0,0) \| Beedenbostel \| 52,15 m \| \| \| \| \| \| \| \| (4,7) \| Höfer \| 62,05 m \| \| \| (5,6) \| Mariaglück \| 59,15 m \| \| \| (7,0) \| Habighorst \| Habighorst \| \| \| \| \| \| \| \| \| Lutter \| \| \| \| 20,4 \| Luttern \| 58,50 m \| \| \| 23,4 \| Eldingen \| 70,31 m \| \| \| 25,2 \| Metzingen (b Eldingen) \| 78,45 m \| \| \| \| Lachte \| \| \| \| 27,6 \| Steinhorst \| 80,95 m \| \| \| 32,0 \| Groß Oesingen \| 86,15 m \| \| \| 34,8 \| Dedelstorf \| 90,70 m \| \| \| \| Lager Dedelstorf/Richthofen-Kaserne \| \| \| \| 36,8 \| Repke \| 99,45 m \| \| \| 39,9 \| Ölbahnhof Hankensbüttel \| Ölbahnhof Hankensbüttel \| \| \| 42,6 \| Hankensbüttel \| 89,21 m \| \| \| 45,2 \| Alt Isenhagen \| 66,75 m \| \| \| \| Elbe-Seitenkanal \| \| \| \| 47,1 \| Wittingen Hafen \| Wittingen Hafen \| \| \| 47,8 \| Glüsingen \| 70,85 m \| \| \| \| \| \| \| \| \| von Gifhorn \| \| \| \| \| Wittingen West (ab 2014) \| \| \| \| \| \| \| \| \| \| von Oebisfelde \| \| \| \| 52,1 \| Wittingen West (bis 2014) \| 79 m \| \| \| \| Wittingen \| 79 m \| \| \| \| nach Wieren \| \| \| \| \| \| \| \| Quellen: [1] \| \| \| \| | |                                     |                                     |
| Strecke | | von Celle                           | von Celle                           |
| Bahnhof | 0,0 | Celle Nord                          | 37,52 m                             |
| Bahnhof | 2,0 | Celle Vorstadt                      | 52,29 m                             |
| Abzweig geradeaus und nach links | | nach Soltau                         | nach Soltau                         |
| Bahnhof | 4,0 | Altenhagen                          | 56,55 m                             |
| ehemaliger Bahnhof | 11,6 | Gockenholz                          | 44,90 m                             |
| Verschwenkung von links · Verschwenkung von rechts | |                                     |                                     |
| Betriebs-/Güterbahnhof Strecke ab hier außer Betrieb · Strecke | 13,6 | Lachendorf (Bf bis 1999)            | 49,40 m                             |
| Bahnhof | | Lachendorf Nord (seit 1999)         | Lachendorf Nord (seit 1999)         |
| Verschwenkung nach links · Verschwenkung nach rechts | | von Papiermühle Drewsen             | von Papiermühle Drewsen             |
| Bahnhof | 16,0 (0,0) | Beedenbostel                        | 52,15 m                             |
| Verschwenkung von links · Verschwenkung von rechts (Strecke außer Betrieb) | |                                     |                                     |
| Strecke · Haltepunkt / Haltestelle (Strecke außer Betrieb) | (4,7) | Höfer                               | 62,05 m                             |
| Strecke · Bahnhof (Strecke außer Betrieb) | (5,6) | Mariaglück                          | 59,15 m                             |
| Strecke · Kopfbahnhof Streckenende (Strecke außer Betrieb) | (7,0) | Habighorst                          | Habighorst                          |
| Verschwenkung nach links | |                                     |                                     |
| Brücke über Wasserlauf | | Lutter                              | Lutter                              |
| ehemaliger Bahnhof | 20,4 | Luttern                             | 58,50 m                             |
| Bahnhof | 23,4 | Eldingen                            | 70,31 m                             |
| ehemaliger Haltepunkt / Haltestelle | 25,2 | Metzingen (b Eldingen)              | 78,45 m                             |
| Brücke über Wasserlauf | | Lachte                              | Lachte                              |
| Bahnhof | 27,6 | Steinhorst                          | 80,95 m                             |
| Bahnhof | 32,0 | Groß Oesingen                       | 86,15 m                             |
| Bahnhof | 34,8 | Dedelstorf                          | 90,70 m                             |
| Abzweig geradeaus und ehemals nach links | | Lager Dedelstorf/Richthofen-Kaserne | Lager Dedelstorf/Richthofen-Kaserne |
| ehemaliger Bahnhof | 36,8 | Repke                               | 99,45 m                             |
| Dienststation / Betriebs- oder Güterbahnhof | 39,9 | Ölbahnhof Hankensbüttel             | Ölbahnhof Hankensbüttel             |
| Bahnhof | 42,6 | Hankensbüttel                       | 89,21 m                             |
| ehemaliger Haltepunkt / Haltestelle | 45,2 | Alt Isenhagen                       | 66,75 m                             |
| Brücke über Wasserlauf | | Elbe-Seitenkanal                    | Elbe-Seitenkanal                    |
| Dienststation / Betriebs- oder Güterbahnhof | 47,1 | Wittingen Hafen                     | Wittingen Hafen                     |
| ehemaliger Haltepunkt / Haltestelle | 47,8 | Glüsingen                           | 70,85 m                             |
| Verschwenkung von links | |                                     |                                     |
| Kreuzung geradeaus oben · Strecke von rechts | | von Gifhorn                         | von Gifhorn                         |
| Dienststation / Betriebs- oder Güterbahnhof · Strecke | | Wittingen West (ab 2014)            | Wittingen West (ab 2014)            |
| | |                                     |                                     |
| Abzweig geradeaus und von rechts (Strecke außer Betrieb) · Strecke | | von Oebisfelde                      | von Oebisfelde                      |
| Kopfbahnhof Streckenende (Strecke außer Betrieb) · Strecke | 52,1 | Wittingen West (bis 2014)           | 79 m                                |
| Bahnhof | | Wittingen                           | 79 m                                |
| Strecke | | nach Wieren                         | nach Wieren                         |
| | |                                     |                                     |
| Quellen: | |                                     |                                     |

Die Bahnstrecke Celle–Wittingen ist eine Strecke der Schieneninfrastruktur Ost-Niedersachsen (SInON). Da sie im westlichen Teil entlang der Lachte führt, wird sie auch „Lachtetalbahn“ genannt.

## Geschichte

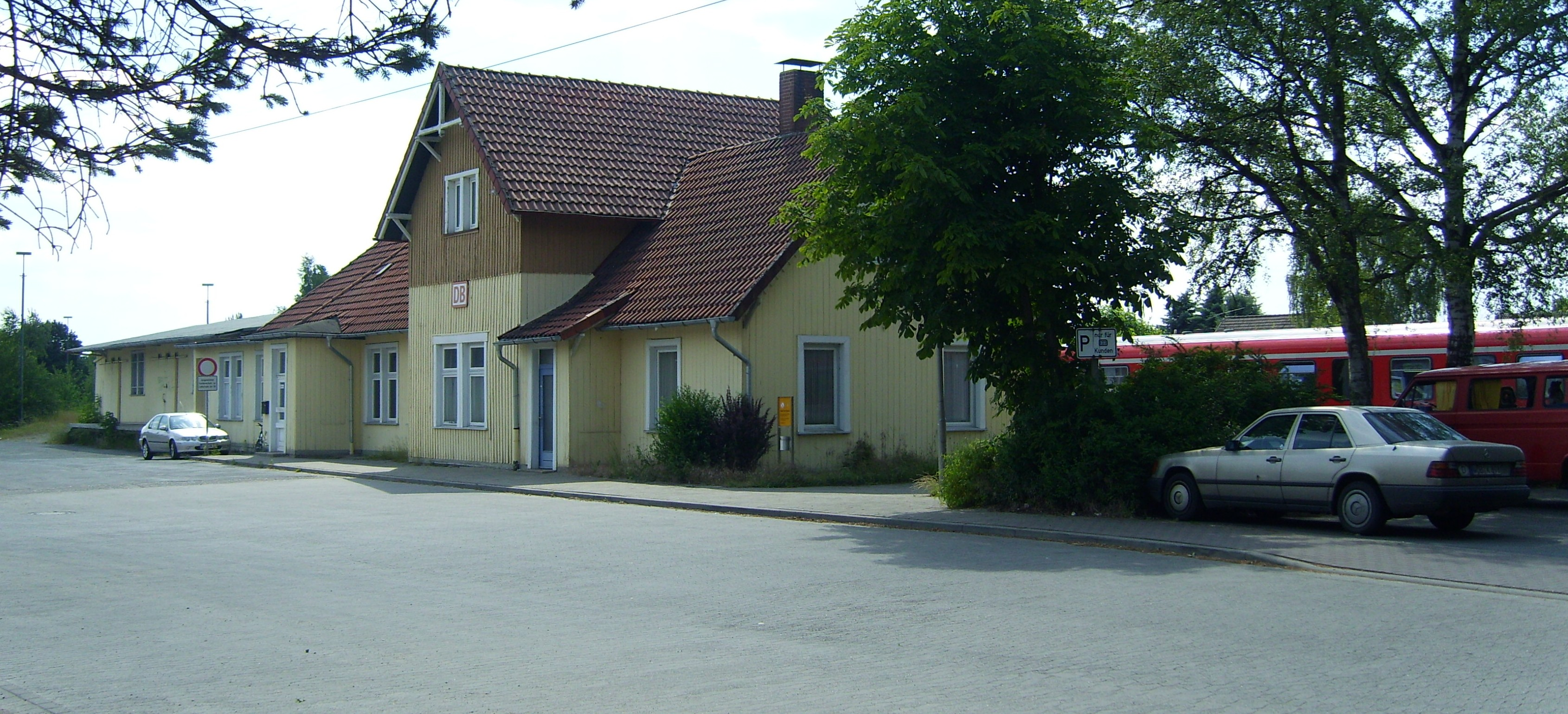
Bahnhof Wittingen

Die nach langwierigen Bemühungen um eine Bahnstrecke Celle – Wittingen am 21. Juni 1902 gegründete Kleinbahn Celle–Wittingen AG trieb den Bau voran und begann am 16. August 1904 mit dem Betrieb auf der Strecke. Ab 1905 gab es eine gemeinsame Betriebsführung mit der Kleinbahn Celle–Bergen für das auch von ihr mitbenutzte Stück Celle Nord – Celle Vorstadt. Am 17. Juni 1909 ging eine neue Streckenführung in Wittingen über die Gleise der Bahnstrecke Gifhorn – Wieren hinweg in den Bahnhof der Kleinbahn Wittingen–Oebisfelde in Betrieb. Züge aus Oebisfelde erreichten ihn erst im September. Auch die Verlängerung der Kleinbahn-AG Bismark-Gardelegen-Wittingen von Diesdorf wurde am 1. August 1909 in diesen Bahnhof eingeführt.
Am 20. Juli 1912 wurde die Stichbahn Beedenbostel – Habighorst in Betrieb genommen, um die geplanten Salzbergwerke Mariaglück bei Höfer und Fallersleben bei Habighorst anzubinden. Zunächst blieb der gewünschte Verkehrszuwachs aus, erst nach Zusammenlegung beider Gruben nahm die Förderung zu, sodass der Kalitransport sich zum wichtigsten Standbein der Strecke entwickelte. Verschiedene Munitionsanstalten und ein Luftwaffenflugplatz bei Dedelstorf sorgten in den 1930er-Jahren und im Zweiten Weltkrieg für zusätzlichen Verkehr. 1944 wurde die Kleinbahn Celle-Wittingen AG mit anderen Eisenbahngesellschaften zu den Osthannoverschen Eisenbahnen zusammengelegt. Die OHE führen seither den Betrieb.
Nach dem Krieg wurde der Verkehr rasch wieder aufgenommen. Werktags verkehrten meist vier, sonntags drei Personenzüge auf der Gesamtstrecke. In den 1950er-Jahren stieg die Zahl auf sieben, sonntags auf vier Züge an. Ab den 1950er-Jahren wurde an verschiedenen Stellen Rohöl gefördert und verladen, zeitweise kam täglich ein Öl-Ganzzug zusammen. Nach gründlicher Erneuerung der Strecke konnte 1959 die Höchstgeschwindigkeit auf 60 km/h heraufgesetzt werden. Ab 1959 wurden die Personenzüge in Celle in den Bahnhof der Bundesbahn eingeführt. Dies erleichterte das Umsteigen. In Wittingen war ein direkter Übergang zum DB-Bahnhof möglich, da die Bahnhöfe nebeneinander lagen. Neben dem Arbeiterverkehr zur Kaligrube Mariaglück war der Ausflugsverkehr von großer Bedeutung.

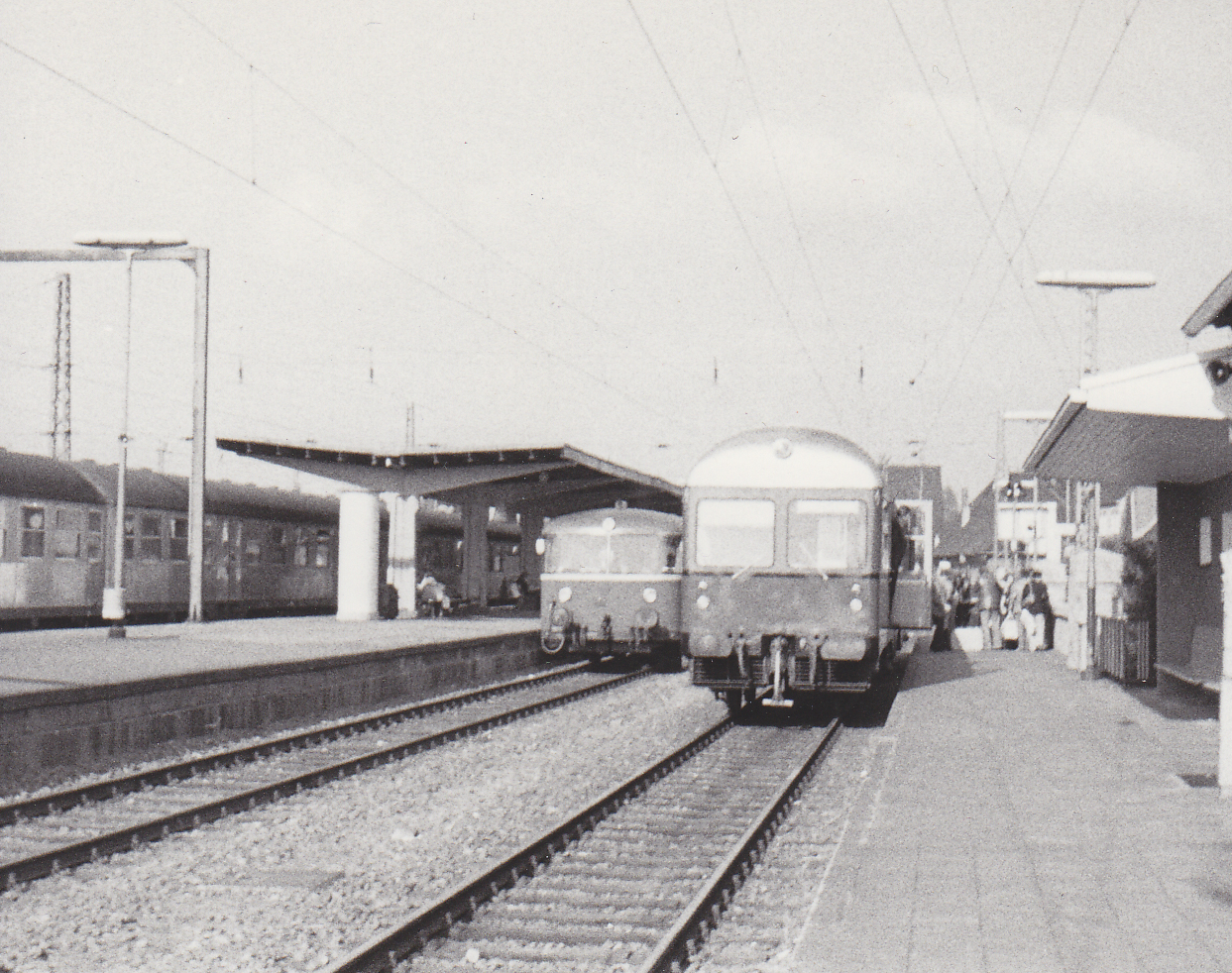
Bahnhof Celle: Rechts ein MaK GDT der OHE nach Steinhorst, in der Mitte Schienenbus der DB nach Gifhorn, 12. Oktober 1975

Der Abschnitt Mariaglück – Habighorst wurde nicht mehr benötigt und in den 1960er-Jahren abgebaut. Die Kali- und Steinsalzförderung in Mariaglück wurde 1970 bzw. 1977 eingestellt. Die Stichstrecke diente danach überwiegend zu Abstellzwecken. Für den Bau des Elbe-Seitenkanals wurde 1973 die Strecke zwischen Alt Isenhagen und Glüsingen verlegt und über eine Brücke geführt. Die meisten Personenzüge verkehrten zuletzt mit MaK-Großraumdieseltriebwagen. Die Gesamtreisezeit für die Strecke Celle – Wittingen betrug durchschnittlich 75 Minuten.
Am 25. Mai 1974 wurde der Personenverkehr Wittingen – Steinhorst, am 24. Juni 1976 auch auf dem Reststück Steinhorst – Celle eingestellt. Danach wurde die Strecke gelegentlich touristisch genutzt. Betreiber dieser Züge war bis Mitte der 1990er-Jahre die Braunschweigische Landes-Museums-Eisenbahn-Gesellschaft. Danach befuhr die Arbeitsgemeinschaft Verkehrsfreunde Lüneburg (AVL) mit ihrem „Heide-Express“ auch die Lachtetalbahn.
Ende der 1990er-Jahre endeten die Rohöltransporte. 1999 wurde die Strecke im Bereich Lachendorf nördlich verlegt, um Platz für die Erweiterung eines Industriebetriebs zu schaffen, sowie ein Bahnhof „Lachendorf Nord“ eingerichtet. Am 8. November 2005 wurde der Abschnitt Beedenbostel – Habighorst endgültig stillgelegt.
Im Herbst 2013 und Frühjahr 2014 wurde die Strecke mit einem 480 m langen Gleisneubau direkt ins Gleis 1 des Bahnhofs Wittingen eingeführt. Dazu wurden das Verbindungsgleis zwischen dem Bahnhof Wittingen-West und der DB sowie die ehemaligen OHE-Gleise 14–16 weitgehend zurückgebaut und das neue Gleis mit Einfahrsignal und vom Stellwerk Wittingen aus bedienter Weiche angeschlossen. Die alte Zufahrt zum Bahnhof Wittingen-West blieb bis km 50,650 als 400 m langes Abstellgleis mit Prellbock für die Abstellung von erixx-Triebwagen erhalten. Damit ist aber der Bahnhof Wittingen-West einschließlich des Restes der Strecke Wittingen – Oebisfelde vom Netz abgehängt. Der Holzumschlag Straße/Schiene in Wittingen-West soll künftig im Hafenbereich von Wittingen stattfinden. Somit wurde der zuvor mit Sägefahrten verbundene Wechsel von der OHE-Strecke ins DB-Netz stark vereinfacht. Die Betriebsaufnahme der neuen Verbindung war am 10. Juni 2014.
Zum 1. Januar 2022 wurde das gesamte Streckennetz der OHE und damit auch die Bahnstrecke Celle–Wittingen an die landeseigene Schieneninfrastruktur Ost-Niedersachsen verkauft, die die Strecke seitdem betreibt.

## Betrieb
2012 wurde die gesamte Strecke dreimal wöchentlich noch von Celle Nord aus durch ein Güterzugpaar der OHE bedient. Zusätzlich verkehrt von Montag bis Freitag bis zur Papiermühle Drewsen in Lachendorf Nord ein Güterzugpaar der DB Cargo Deutschland. Die Strecke wird im Zugleitbetrieb mit Zugleiter in Celle Nord nach der Fahrdienstvorschrift FV-NE betrieben.
Regelmäßigen Güterverkehr gibt es 2018 zwischen Celle und Groß Oesingen, diese Güterzüge verkehren auch 2019 montags bis freitags. Auch Wittingen (und Knesebeck) werden von Hannover-Linden aus über Celle regelmäßig bedient.